# Neustadt am Kulm

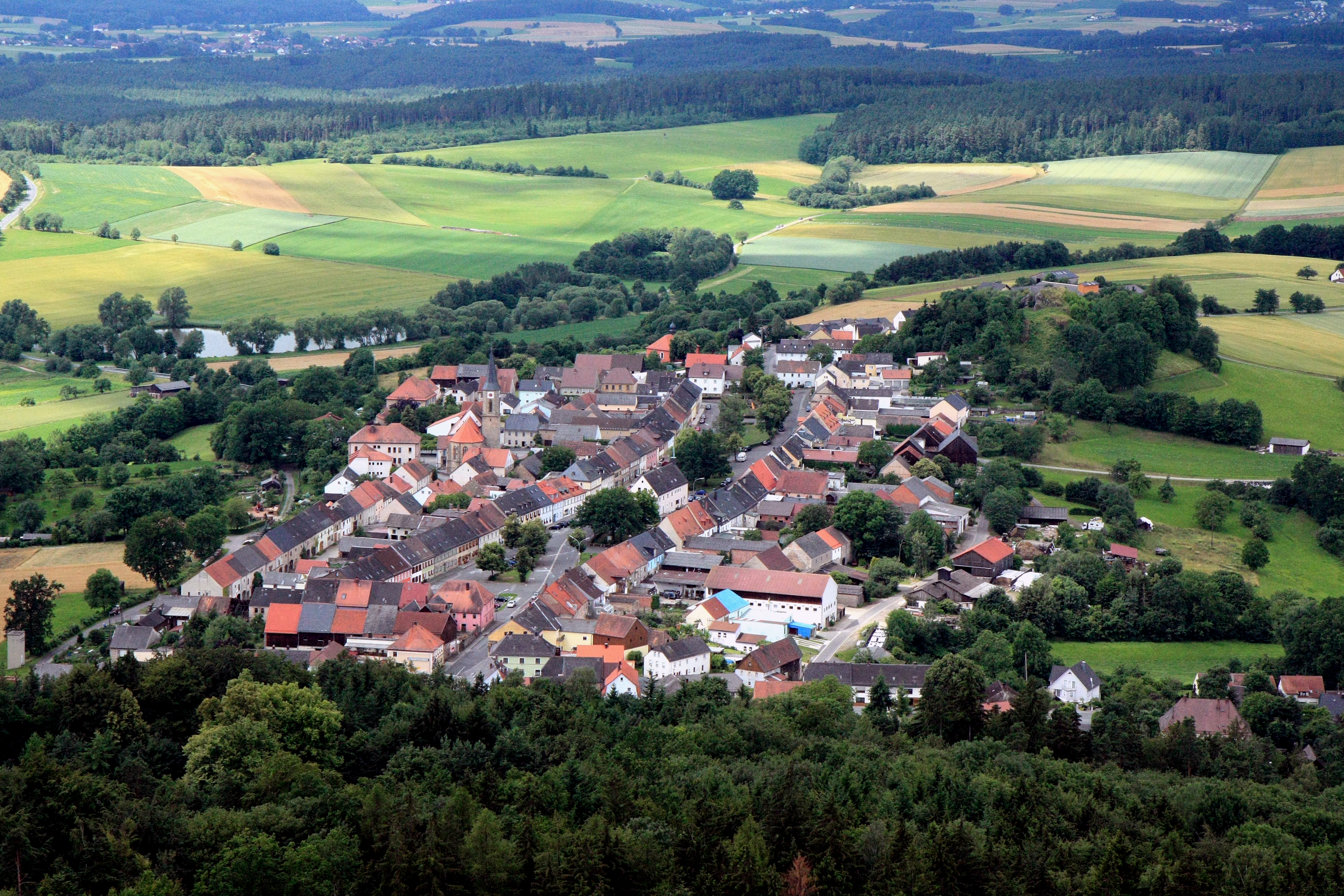
Neustadt am Kulm

Neustadt am Kulm este un oraș din districtul Neustadt an der Waldnaab, regiunea administrativă Palatinatul Superior, landul Bavaria, Germania.